# Agrahara, Arkalgud
Agrahara là một làng thuộc tehsil Arkalgud, huyện Hassan, bang Karnataka, Ấn Độ.